# HEPES
HEPES（4-(2-羟乙基)-1-哌嗪乙磺酸）是一种两性离子磺酸缓冲剂，它是二十种古德缓冲试剂之一，广泛用于细胞培养。它和1-甲基-3-乙基咪唑𬭩形成离子液体。